# ザ・ワールド・ウォント・リッスン
『ザ・ワールド・ウォント・リッスン』（The World Won't Listen）は、イングランドのロック・バンド、ザ・スミスが1987年2月に発表したコンピレーション・アルバム。

## 背景
バンドのキャリアにおいて、『ハットフル・オブ・ホロウ』（1984年）に続く2作目のコンピレーション・アルバムに当たり、同作以降のシングルA面/B面曲を中心とした内容である。ジャケットおよび裏ジャケットには、ユルゲン・フォルマーが1960年代前半に撮影した写真（いずれもフォルマーが1983年に出版した写真集『Rock 'N' Roll Times』に収録）が使用された。バンドは本作リリース前の1987年2月7日、イタリアで開催されたフェスティバルに参加して5曲を演奏し、これが観客を前にした最後のライブとなった。
本作は1987年当時、アメリカでは発売されず、同年のうちにサイアー・レコードから発売された2枚組LPのアメリカ編集盤『ラウダー・ザン・ボム』は、本作収録曲のうち13曲が重複している。

## 反響
全英アルバムチャートでは15週トップ100入りし、最高2位を記録して、バンドにとって5作目の全英トップ10アルバムとなった。ノルウェーでは、ザ・スミスのアルバムとしては初のチャート入りを果たし、最高17位を記録した。

## 収録曲
特記なき楽曲はモリッシーとジョニー・マーの共作。下記トラック・リストはWEAから発売されたリマスターCDに準拠しており、イギリス初回盤LPおよびCDは「マネー・チェインジズ・エヴリシング」と「ゴールデン・ライツ」を除く16曲入りだった。
1. パニック "Panic" – 2:20
  - シングルA面曲。
2. アスク "Ask" – 3:14
  - シングルA面曲のリミックス・ヴァージョン。
3. ロンドン "London" – 2:07
  - 12インチ・シングル「ショップリフターズ」のB面曲。
4. ビッグマウス・ストライクス・アゲイン "Bigmouth Strikes Again" – 3:13
  - シングルA面曲。アルバム『ザ・クイーン・イズ・デッド』（1986年）にも収録。
5. シェイクスピアズ・シスター "Shakespeare's Sister" – 2:08
  - シングルA面曲。
6. ゼア・イズ・ア・ライト "There Is a Light That Never Goes Out" – 4:05
  - アルバム『ザ・クイーン・イズ・デッド』より。
7. ショップリフターズ "Shoplifters of the World Unite" – 2:58
  - シングルA面曲。
8. 心に茨を持つ少年 "The Boy with the Thorn in His Side" – 3:16
  - シングルA面曲。アルバム『ザ・クイーン・イズ・デッド』にはリミックス・ヴァージョンが収録された。
9. マネー・チェインジズ・エヴリシング "Money Changes Everything" (Johnny Marr) – 4:43
  - シングル「ビッグマウス・ストライクス・アゲイン」のB面曲。
10. アスリープ "Asleep" – 4:10
  - シングル「心に茨を持つ少年」のB面曲。
11. アンラヴァブル "Unloveable" – 3:56
  - 12インチ・シングル「ビッグマウス・ストライクス・アゲイン」のB面曲。
12. ハーフ・ア・パースン "Half a Person" – 3:36
  - シングル「ショップリフターズ」のB面曲。
13. ストレッチ・アウト・アンド・ウェイト "Stretch Out and Wait" – 2:45
  - 12インチ・シングル「シェイクスピアズ・シスター」B面曲のオルタネイト・ヴォーカル・ヴァージョン。
14. ザット・ジョーク・イズント・ファニー・エニモア "That Joke Isn't Funny Anymore" – 3:49
  - アルバム『ミート・イズ・マーダー』（1985年）からの曲で、本作にはシングルA面用のエディット・ヴァージョンを収録。
15. オシレイト・ワイルドリー "Oscillate Wildly" (J. Marr) – 3:26
  - イギリス盤12インチ・シングル「ハウ・スーン・イズ・ナウ?」のB面曲。
16. ユー・ジャスト・ハヴント・アーンド "You Just Haven't Earned It Yet, Baby" – 3:32
  - シングルA面曲になる予定だったが、結果的には本作に初収録された。
17. ラバー・リング "Rubber Ring" – 3:48
  - 12インチ・シングル「心に茨を持つ少年」のB面曲。
18. ゴールデン・ライツ "Golden Lights" (Twinkle) – 2:41
  - 12インチ・シングル「アスク」のB面曲。トゥインクル（英語版）が1965年に発表した曲のカヴァー。